# تتويج نابليون
توج نابليون إمبراطورًا للفرنسيين يوم الأحد 2 ديسمبر 1804 (11 فريمير، السنة الثالثة عشر وفقًا للتقويم الجمهوري الفرنسي)، في نوتردام دي باري في باريس. مثل التتويج «تجسيدًا للإمبراطورية الحديثة» وكان «جزءًا منظمًا بشفافية من الدعاية الحديثة».
أراد نابليون إرساء شرعية حكمه الإمبراطوري، بسلالته الجديدة ونبلته الجديدة. تحقيقا لهذه الغاية، نظم حفل تتويج جديد مختلف عن ذاك الخاص بملوك فرنسا، والذي كان يؤكد على تقديس الملك (المقدس) ودهنه بالزيت المقدس من قبل رئيس أساقفة ريمس في كاتدرائية ريمس. كان تتويج نابليون احتفالًا مقدسًا أقيم في كاتدرائية نوتردام دي باري الكبرى بحضور البابا بيوس السابع. جمع نابليون بين مختلف الطقوس والعادات، منها طقوس التقاليد الكارولنجية، والنظام القديم والثورة الفرنسية، وقُدمت كلها في رفاهية فاخرة.
في 18 مايو 1804، نصب مجلس الشيوخ إمبراطورًا على الحكومة الجمهورية للجمهورية الفرنسية الأولى، وتبع ذلك الاستعدادات للتتويج. وقد جرت الموافقة على ترقية نابليون إلى إمبراطور بأغلبية ساحقة من قبل المواطنين الفرنسيين في الاستفتاء الدستوري الفرنسي لعام 1804. تضمنت دوافع نابليون للتتويج اكتساب مكانة مرموقة في الأوساط الملكية والكاثوليكية الدولية وإرساء الأساس لسلالة مستقبلية.:243

## التحضيرات

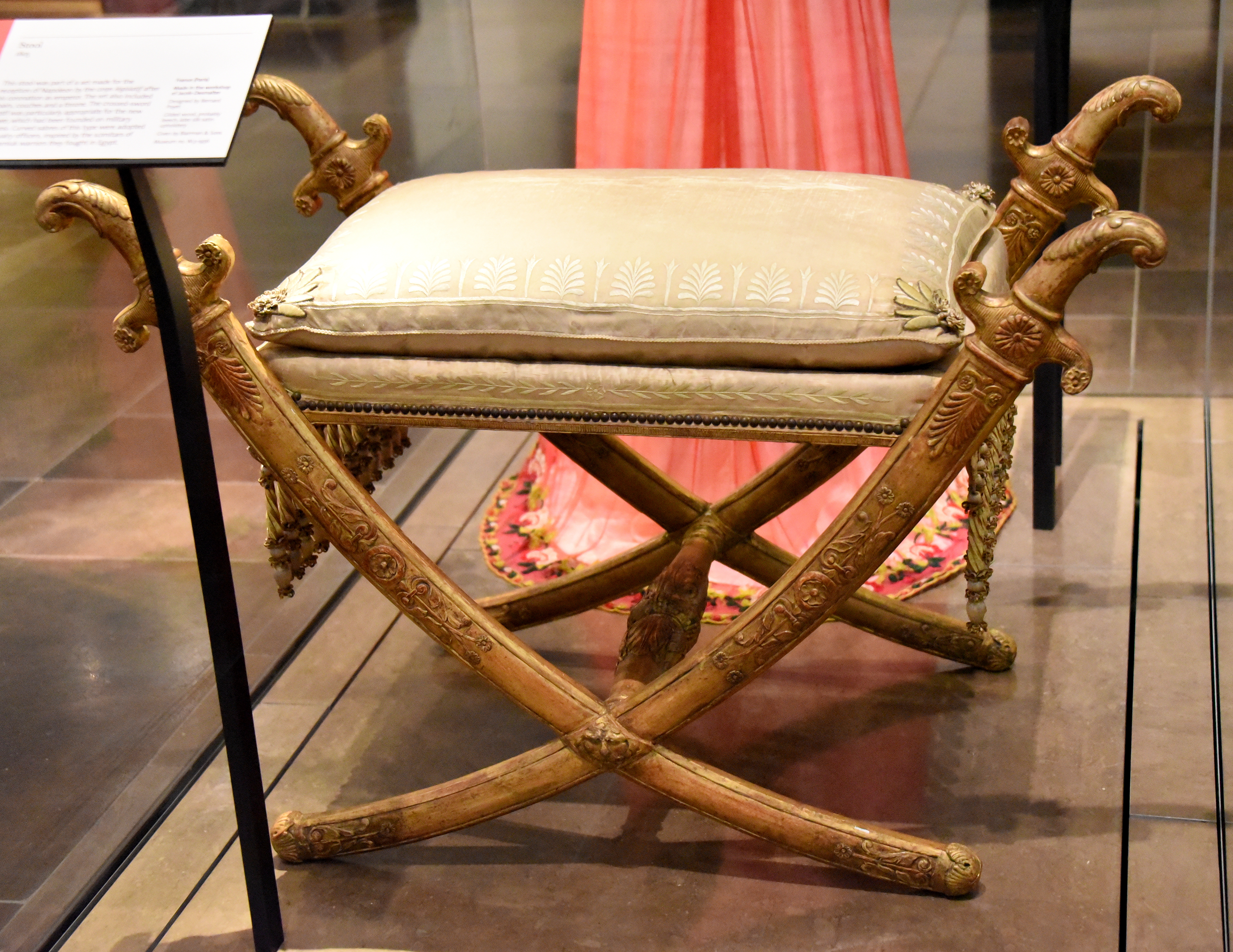
مقعد الكورول، الذي كان جزءًا من طقم صُنع لاستقبال نابليون من قِبل الفيلق التشريعي بعد تتويجه إمبراطورًا. صُنع في ورشة جاكوب ديسمالتر، وصممه برنارد بوييه، عام 1805.

حين وافق البابا بيوس السابع على القدوم إلى باريس لتولي حفل تتويج نابليون، اتُّفق في البداية على أنه سيتبع قداس التتويج في الكنيسة البابوية الرومانية. مع ذلك، بعد وصول البابا، أقنع نابليون الوفد البابوي بالسماح بإدخال العديد من العناصر الفرنسية في الطقس، مثل غناء فيني كرييتور يليها جمع عيد العنصرة لموكب دخول الملك، واستخدام الميرون بدلًا من زيت المتنصرين للدهن (على الرغم من أداء صلاة الدهن الرومانية)، ووضع الزيت المقدس على الرأس واليدين بدلًا من الذراع اليمنى وخلف العنق، وإدراج العديد من الصلوات والصيغ من تتويج الملوك الفرنسيين، ليباركوا بزي الملك كما سُلم مباركًا. في صلب القداس، دُمجت العناصر الفرنسية والرومانية في طقوس جديدة فريدة من نوعها لهذه المناسبة. بالإضافة إلى ذلك، سمحت الطقوس الخاصة المؤلفة خصيصًا لنابليون بالبقاء جالسًا أغلب الوقت وعدم الركوع أثناء تسليم زي الملكية وأثناء عدة احتفالات أخرى، وقللت كلمات قبوله للقسم الذي طالبت به الكنيسة في بداية الشعائر إلى كلمة واحدة فقط.[بحاجة لمصدر]
أوضح نابليون أنه لا يريد أن يكون ملكًا على النظام القديم، قائلًا: «أن تكون ملكًا يعني أن ترث الأفكار القديمة وعلم الأنساب. لا أريد أن أنحدر من أحد».[بحاجة لمصدر]

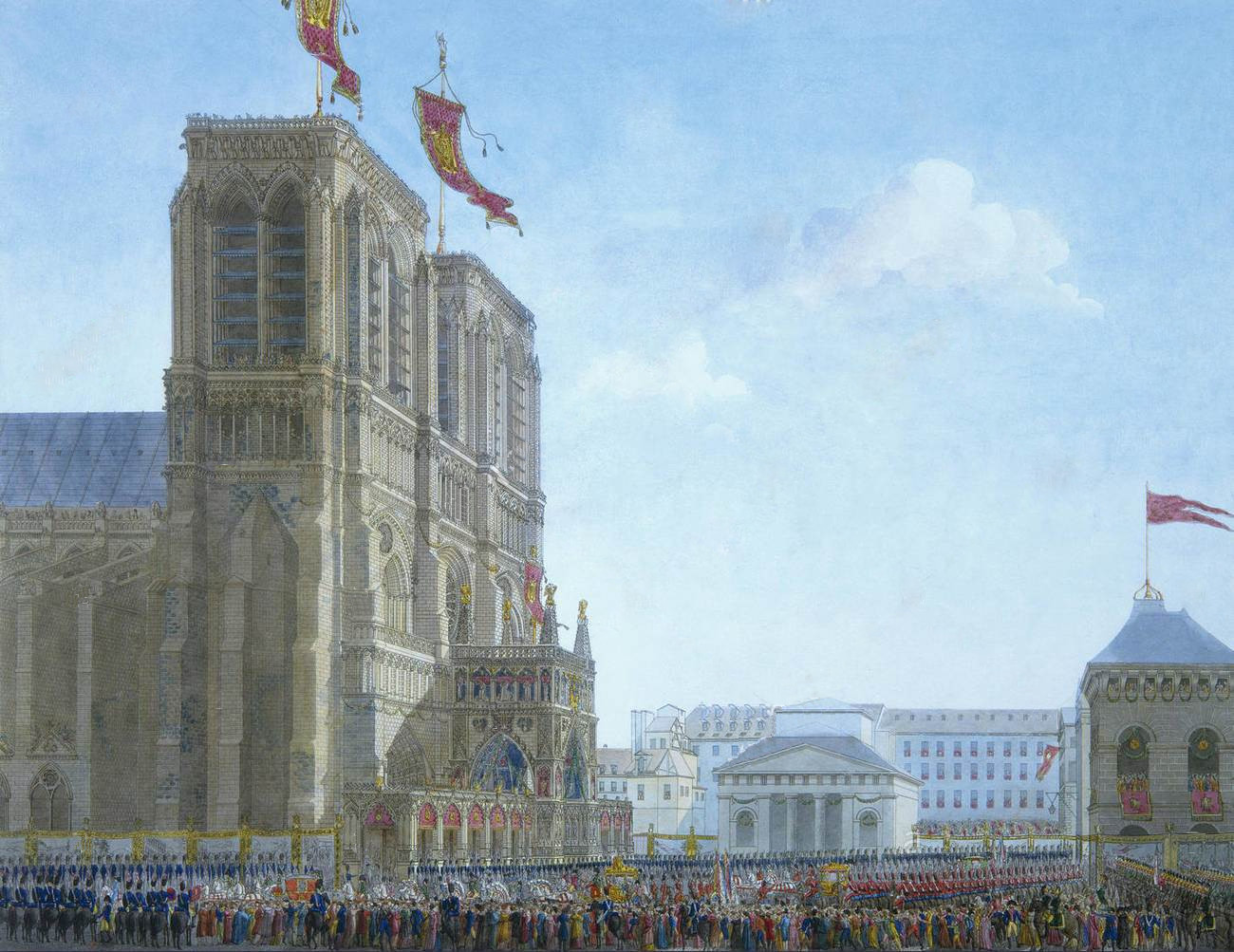
وصول نابليون إلى نوتردام لتتويجه

## المراسم
وفقًا للويس كونسانت ويري، استيقظ نابليون في الساعة الثامنة صباحًا على صوت المدفع وغادر قصر تويليري في الساعة الحادية عشرة صباحًا مرتديًا أناطًا مخمليًا أبيض مطرزًا بالذهب ذي أزرار ماسية، وسترة قرمزية مخملية ومعطف قرمزي قصير بطانته من الساتان، وواضعًا إكليلًا من الغار على جبينه.:54 قدر ويري عدد المتفرجين بنحو أربعة إلى خمسة آلاف شخص، وبقي الكثير منهم محتفظين بأماكنهم طوال الليل رغم زخات المطر المتقطعة التي اختفت مع الصباح.:301
بدأ الاحتفال في الساعة التاسعة صباحًا مع انطلاق الموكب البابوي من التويليري بقيادة أسقف راكب على بغل حاملًا الصليب البابوي عاليًا. دخل البابا نوتردام أولًا، على أنغام نشيد توي بيترو، وجلس على كرسيه بالقرب من المذبح العالي. جرت عربةَ نابليون وجوزفين ثمانيةُ خيول كستنائية ورافقه ساسة الخيل ودرك النخبة. عادت ملكية العربة المذهبة لعدة سنوات إلى الأمريكي المحافظ جيم ويليامز. شوهد عدة مرات في فيلم منتصف الليل في حديقة الخير والشر. أقيم الحفل على جزأين في أطراف مختلفة من نوتردام بغية إظهار وجهيه الديني والعلماني. أُطلق منطاد بدون طيار، وأُشعلت نيران بثلاثة آلاف مصباح على شكل تاج إمبراطوري، من أمام نوتردام خلال الاحتفال.

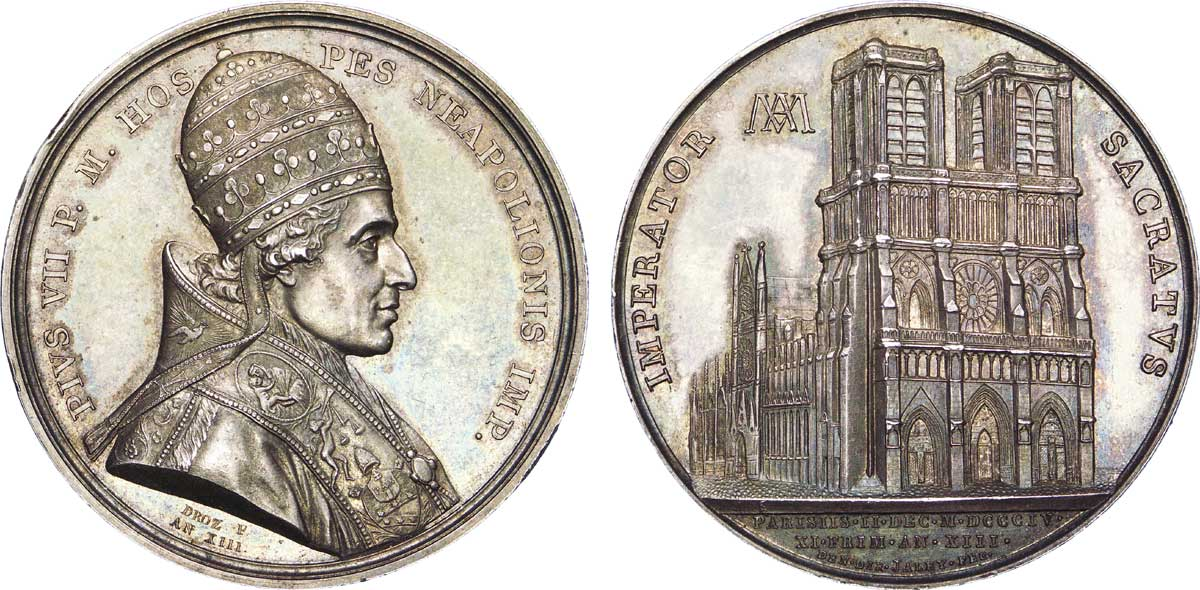
ميدالية تذكارية تحمل صورة البابا بيوس السابع على الوجه، وكاتدرائية نوتردام على الوجه الآخر. يُرجى العلم بأن التاريخ على الوجه الآخر مُدوّن وفقًا للتقويمين الغريغوري والثوري الفرنسي.

قبل دخول نوتردام، كان نابليون يرتدي سترة طويلة من الساتان الأبيض مطرزة بخيط ذهبي، وبالمثل ارتدت جوزفين فستانًا من الساتان الأبيض على النمط الإمبراطوري مطرزًا بخيط ذهبي. أثناء التتويج، كان لباسه رسميًا ويرتدي عباءة تتويج ثقيلة من المخمل القرمزي المبطن بفرو القاقم. كان المخمل مغطى بنحل ذهبي مطرز، مستوحى من النحل الذهبي في الزي الملكي والذي عُثر عليه في قبر شيلديريك الأول الميروفنجي، وهو رمز تجاوز الماضي الغابر وربط السلالة الجديدة مع الميروفنجيين القدماء؛ حلت النحلة محل زهرة الزنبق على الأقمشة والملابس الإمبراطورية. كانت العباءة تزن ثمانين رطلًا على الأقل وحملها أربعة من كبار الشخصيات.:299 كانت جوزفين ترتدي أيضًا عباءة مخملية قرمزية مماثلة مطرزة بالنحل بخيوط ذهبية ومبطنة بفرو القاقم، حملتها شقيقات نابليون الثلاث. تواجدت فرقتان مع أربع جوقات، والعديد من الفرق العسكرية التي عزفت الإيقاعات البطولية، وأكثر من ثلاثمائة موسيقي.:302 أدت جوقة مكونة من 400 صوت مقطوعتي «ماس» و«تيديوم» لبازييلو. نظرًا لأن الثورة الفرنسية قضت على التتويج الملكي التقليدي، كان ما يسمى بتاج نابليون، الذي صُنع على طراز العصور الوسطى ودُعي «تاج شارلمان» لهذه المناسبة،:55 ينتظر على المذبح. كان التاج جديدًا، لكن افتُرض أن ملكية الصولجان عادت للملك شارل الخامس أما السيف فكان لفيليب الثالث.[بحاجة لمصدر]
بدأ التتويج الفعلي بغناء ترنيمة فيني كرييتور الروحية، تلاه المقطع: «يا رب أرسل روحك» والإجابة «وجدد وجه الأرض»، ثم جمع عيد العنصرة، «الرب يا من علمت قلوب مؤمنيك بإرسال نور روحك القدوس إليهم...». بعد ذلك بدأت الصلاة: «الله القدير الأبدي، خالق كل شيء...». خلال صلاة ابتهال القديسين، بقي الإمبراطور والإمبراطورة جالسين، وركعا فقط لتقديم التماسات خاصة. مُسح الإمبراطور والإمبراطورة على رأسهما وعلى يديهما بالميرون، وذلك مع تلاوة صلاة عند مسح الإمبراطور كالتالي: «الرب، ابن الله ...» و«الله الذي أقام حزئيل على سوريا...»، وصلاة أخرى عند مسح الإمبراطورة: «الله أبو المجد الأبدي ...»، وذلك على أنغام مزمورية اعتراف سليمان الصادوق («زادوك القديس»). بدأ القداس بعد ذلك. بناءً على طلب نابليون، أديت صلاة السيدة العذراء القصيرة (بصفتها راعية الكاتدرائية) بدلًا من الصلاة القصيرة المناسبة لهذا اليوم. بعد الرسالة، تباركت قطع الملكية الإمبراطورية قطعةً قطعة، وسُلمت إلى الإمبراطور والإمبراطورة.

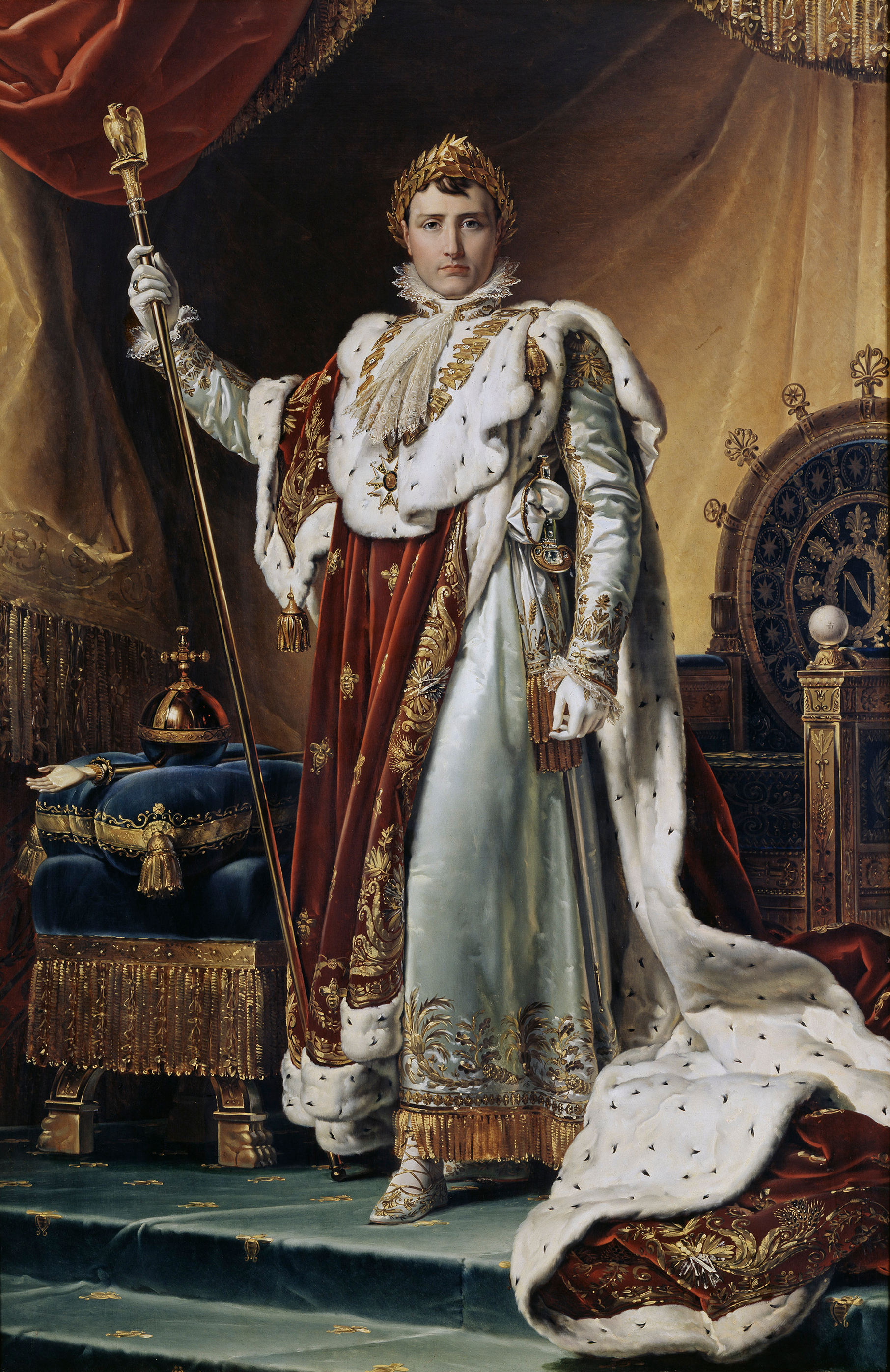
نابليون في ثياب التتويج، بريشة فرانسوا جيرارد

اختلف تتويج نابليون وجوزفين أيضًا في هذا الجانب عن النمط الذي لوحظ في طقوس التتويج الغربية الأخرى، إذ جرت العادة في التتويج المشترك للملك وزوجته أن يُمسح الملك أولًا، ويُمنح الزي الملكي، ويتوج ويجلس على العرش، وبعدها تُنفذ طقوس مماثلة ولكن مبسطة لمسح زوجته وإلباسها وتتويجها وتنصيبها على كرسيها. مع ذلك، في تتويج نابليون وجوزفين، نُفذت كل خطوة من الخطوات معًا، إذ مُسحت جوزفين مباشرة بعد نابليون، وسُلمت كل قطعة من القطع الملكية إليها فورًا بعد إعطاءه، وهو إجراء لم يسبق له مثيل في البابوية الرومانية أو في الطقوس الفرنسية.[بحاجة لمصدر]

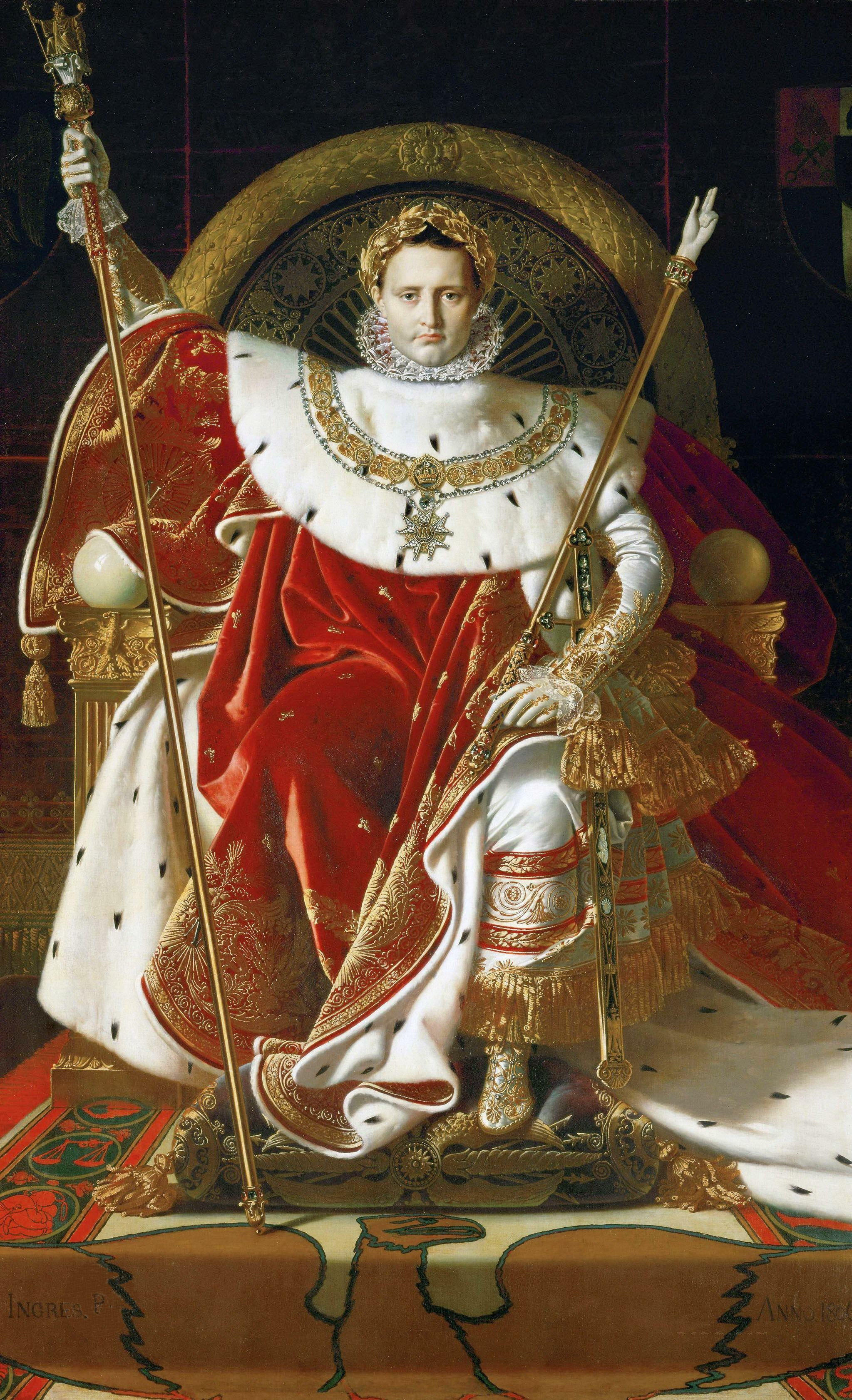
نابليون الأول على عرشه الإمبراطوري، بريشة جان أوغست دومينيك إنجرس، 1806

بالنسبة للتتويج، كما هو مسجل في المحضر الرسمي للتتويج، اسُتخدمت حصرًا صيغة Coronet vos Deus، وهي صيغة جمع مختلفة عن الصيغة الفرنسية التقليدية، Coronet te Deus (أي فليتوجك الرب بتاج المجد والصلاح..)، وهي الصيغة المتبعة في طقوس التتويج الإنجليزية أيضًا، وذلك بدلًا من الصيغة الرومانية Accipe coronam(أي استلم التاج...). اختلف هذا التتويج عن التتويج الملكي الفرنسي، الذي تُتلى فيه صيغتا Accipe coronam الرومانية وCoronet te Deus الأنجلو فرنسية على التوالي. أثناء تلاوة البابا الصيغة المذكورة أعلاه، استدار نابليون وأزال إكليل الغار وتوج نفسه ثم توج جوزفين الراكعة بتاج أصغر يعلوه صليب كان قد وضعه على رأسه أولًا. غُيرت صيغة التتويج لتستخدم صيغة الجمع (Coronet vos...) بدلًا من (Coronet te...)، وذلك لأن تتويج جوزفين تبع استلام نابليون للتاج مباشرة. أما بالنسبة للصيغة الرومانية المحذوفة (Accipe coronam)، التي صورت الملك على أنه يتلقى التاج من الكنيسة، فإن استخدامها كان سيتعارض مع قرار نابليون بتتويج نفسه. زعم المؤرخ ج. ديفيد ماركهام، الذي يشغل أيضًا منصب رئيس الجمعية النابليونية الدولية، في كتابه نابليون للدمى أن «منتقدي نابليون يحبون أن يقولوا إنه انتزع التاج من البابا، أو أن هذا الفعل كان ضربًا من الغطرسة التي لا تصدق، ولكن جميع هذه التهم غير صحيحة.[بحاجة لمصدر] قد يكون التفسير الأكثر ترجيحًا هو أن نابليون كان يرمز إلى أنه أصبح إمبراطورًا بناءً على استحقاقه الخاصة وإرادة الشعب، وليس باسم تقديس ديني. علم البابا بهذه الخطوة منذ البداية ولم يكن لديه أي اعتراض (إذ لم يكن ليَهم اعتراضه). كتب المؤرخ البريطاني فنسنت كرونين في كتابه نابليون بونابرت: سيرة ذاتية شخصية التالي: «أخبر نابليون بيوس أنه سيضع التاج على رأسه بنفسه. ولم يبدِ بيوس أي اعتراض». عند تتويج نابليون قال البابا: «ليثبتك الله على هذا العرش وليمنحك المسيح الحكم معه في ملكوته الأبدي». محدودًا بأفعال معينة، أعلن بيوس السابع كذلك الصيغة اللاتينية Vivat imperator in aeternum!  (أي فليعش الإمبراطور للأبد!)، والتي تردد صداها من قبل الجوقات الكاملة في هتافات، تلاها «تي ديوم». بعد انتهاء القداس، عزل البابا نفسه في الموهف، إذ اعترض على ترأس القسم المدني الذي عقب القداس أو مشاهدته، بسبب مضمونه. واضعًا يده على الكتاب المقدس، أقسم نابليون:
أقسم أن أحافظ على وحدة أراضي الجمهورية، وأن أحترم وأعمل على احترام الوفاق وحرية الدين، والمساواة في الحقوق، والحرية السياسية والمدنية، وألا أبيع الأراضي الوطنية بيعًا لا رجعة فيه؛ وألا أرفع أي ضريبة إلا بموجب القانون؛ وأن أحافظ على مؤسسة وسام جوقة الشرف وأن أحكم من أجل مصلحة وسعادة ومجد الشعب الفرنسي.:245
قُدم النص إلى نابليون من قبل رئيس مجلس الشيوخ ورئيس الهيئة التشريعية والرئيس الأعلى لمجلس الدولة. بعد القسم، أعلن نذير الأسلحة المكلف حديثًا بصوت عالٍ: «توج الإمبراطور نابليون المجيد ثلاث مرات وتربع على العرش ثلاث مرات. عاش الإمبراطور!». مع هتافات الشعب، غادر نابليون الكاتدرائية، محاطًا بكبار الشخصيات والجوقة تغني «Domine salvum fac imperatorem nostrum Napoleonem» أي «فليحفظ الرب إمبراطورنا نابليون».[بحاجة لمصدر]
بعد التتويج، قدم الإمبراطور المعايير الإمبراطورية لكل من أفواجه. وفقًا للإحصائيات الحكومية، تجاوزت التكلفة الإجمالية 8.5 مليون فرنك.
بالإضافة إلى لوحات ديفيد، وضع أنكوان دينيس شوديه ميدالية تذكارية بتصميم عكسي. في عام 2005، صنع فوغان هارت وبيتر هيكس وجو روبسون تمثيلًا رقميًا للتتويج في معرض «نيلسون ونابليون» في المتحف البحري الوطني.